# Lîpoveț, Ucraina
Lipoveț (în ucraineană Липовець, transliterat: Lipoveț) este orașul raional de reședință al raionului Lîpoveț din regiunea Vinnița, Ucraina. În afara localității principale, nu cuprinde și alte sate.

## Demografie
Componența lingvistică a orașului Lipoveț
     Ucraineană (98,41%)
     Rusă (1,4%)
     Alte limbi (0,13%)
Conform recensământului din 2001, majoritatea populației orașului Lipoveț era vorbitoare de ucraineană (98,41%), existând în minoritate și vorbitori de rusă (1,4%).